# Matisse dans l'atelier de Manguin
Matisse dans l'atelier de Manguin est un tableau réalisé par le peintre français Albert Marquet en 1905. Cette huile sur carton fauve représente une femme nue posant dans l'atelier d'Henri Manguin tandis qu'Henri Matisse, derrière elle à gauche, est occupé à sa peinture. Elle est conservée au musée national d'Art moderne, à Paris.